# Pleurothallis polysticta
Pleurothallis polysticta är en orkidéart som beskrevs av Carlyle August Luer. Pleurothallis polysticta ingår i släktet Pleurothallis och familjen orkidéer. Inga underarter finns listade i Catalogue of Life.